# Riu Delta
El riu Delta (en anglès Delta River; en Ahtna Saas Na’) és un riu de 130 km de llargada que discorre íntegrament per l'estat d'Alaska, als Estats Units. Neix als llacs Tangle, per anar cap al nord a través de l'Alaska Range i desembocar al riu Tanana, a Big Delta. El riu forma part de la conca del Yukon.
El 1980 100 quilòmetres de vies navegables de la conca del riu Delta, inclosos els llacs Tangle, així com el riu principal fins a poc després de Black Rapids foren protegits dins el programa National Wild and Scenic Rivers System. D'aquests 32 km foren designats "wild", 39 km "scenic" i 29 km "recreational".
Amb la serralada d'Alaska i la Vall de Tanana a la carretera de Richardson corre paral·lela a la del delta del riu.

## Pesca

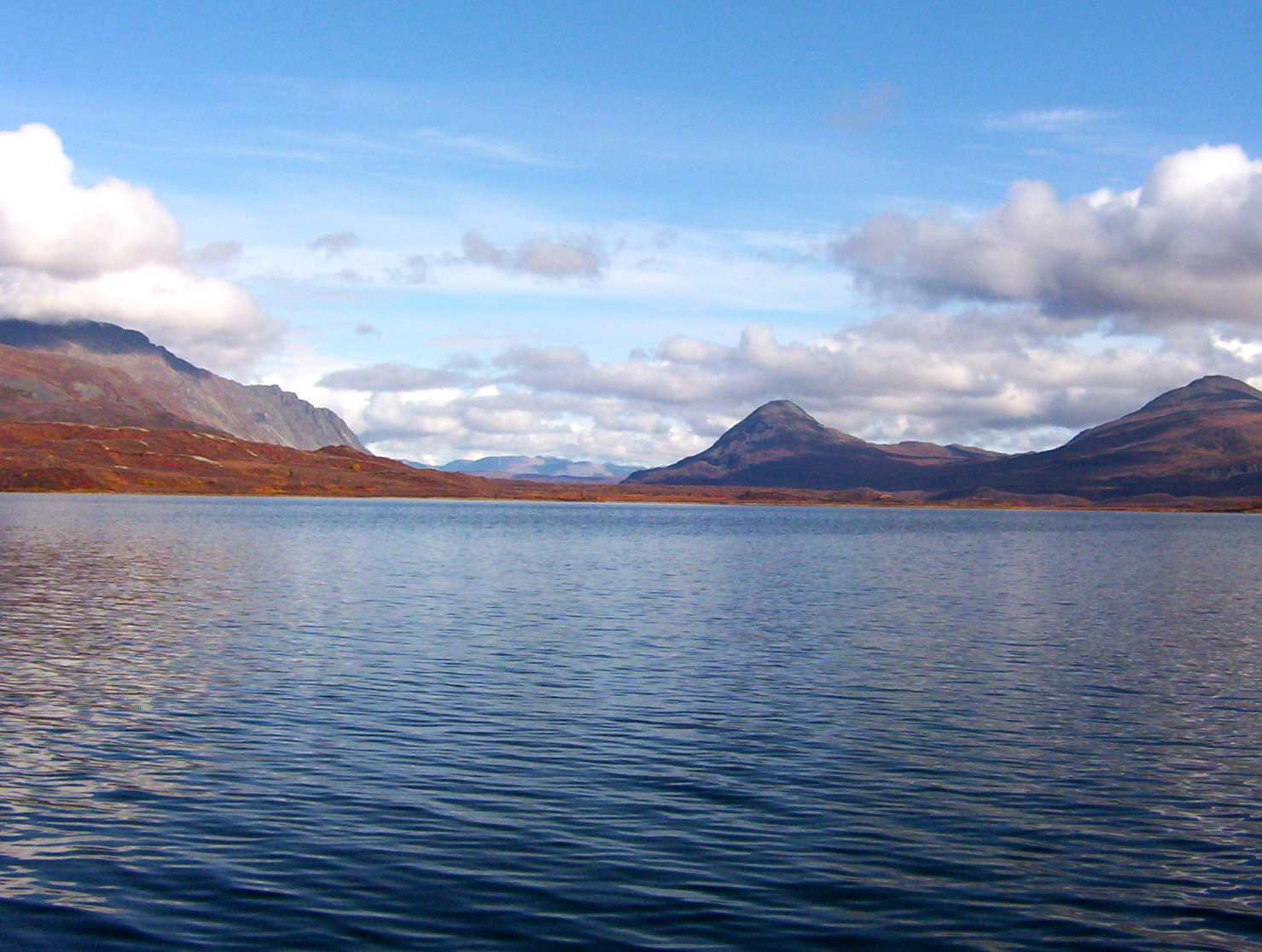
Els llacs Tangle, naixement del riu Delta

El sistema lacustre dels llacs Tangle, amb 39 quilòmetres de llargada, i del qual s'alimenta el riu Delta té "alguns dels millors indrets de pesca accessible de Thymallus thymallus a l'interior d'Alaska". En els llacs més profunds del sistema, el Salvelinus namaycush és bastant abundant. Els llacs i rierols més allunyats de l'autopista i sols accessibles en canoa són els menys intensament explotats. La part alta del riu, fins a la seva confluència amb Eureka Creek, també és un excel·lent indret per a la pesca de la truita àrtica.